# Dunaremete
Dunaremete is een plaats (község) en gemeente in het Hongaarse comitaat Győr-Moson-Sopron. Dunaremete telt 248 inwoners (2001).

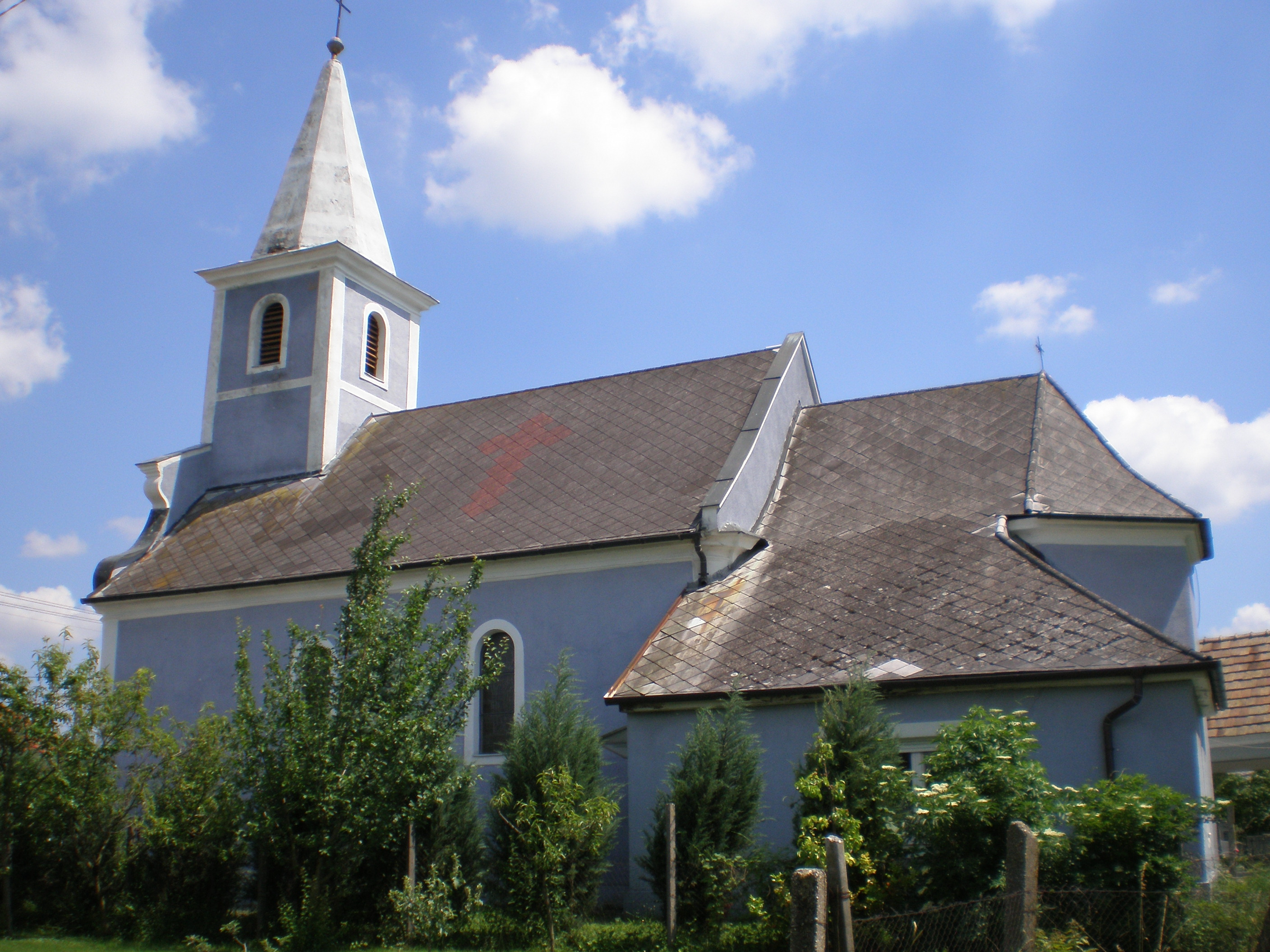
Kerk